# Hoylake
Hoylake är en ort i Storbritannien. Den ligger i distriktet Wirral i Merseyside i riksdelen England, i den centrala delen av landet, 290 km nordväst om huvudstaden London. Hoylake ligger 12 meter över havet och antalet invånare är 5 710. Hoose var en civil parish fram till 1894 när blev den en del av Hoylake cum West Kirby. Denna civil parish hade 1 658 invånare år 1891.
Terrängen runt Hoylake är platt. Havet är nära Hoylake åt nordväst. Runt Hoylake är det mycket tätbefolkat, med 1 177 invånare per kvadratkilometer. Närmaste större samhälle är Liverpool, 13,6 km öster om Hoylake. Trakten runt Hoylake består i huvudsak av gräsmarker.